# 立陶宛地理
立陶宛位于波罗的海的东海岸，面積約65300平方公里（25200平方英里）。是波罗的海国家中面积最大、人口最多的国家，1989年，法國國家地理林業信息研究所的研究人員量測歐洲大陸的邊界，認定歐洲的地理中心位於立陶宛首都維爾紐斯北方約26公里處（54°54′N 25°19′E / 54.900°N 25.317°E）。

## 位置

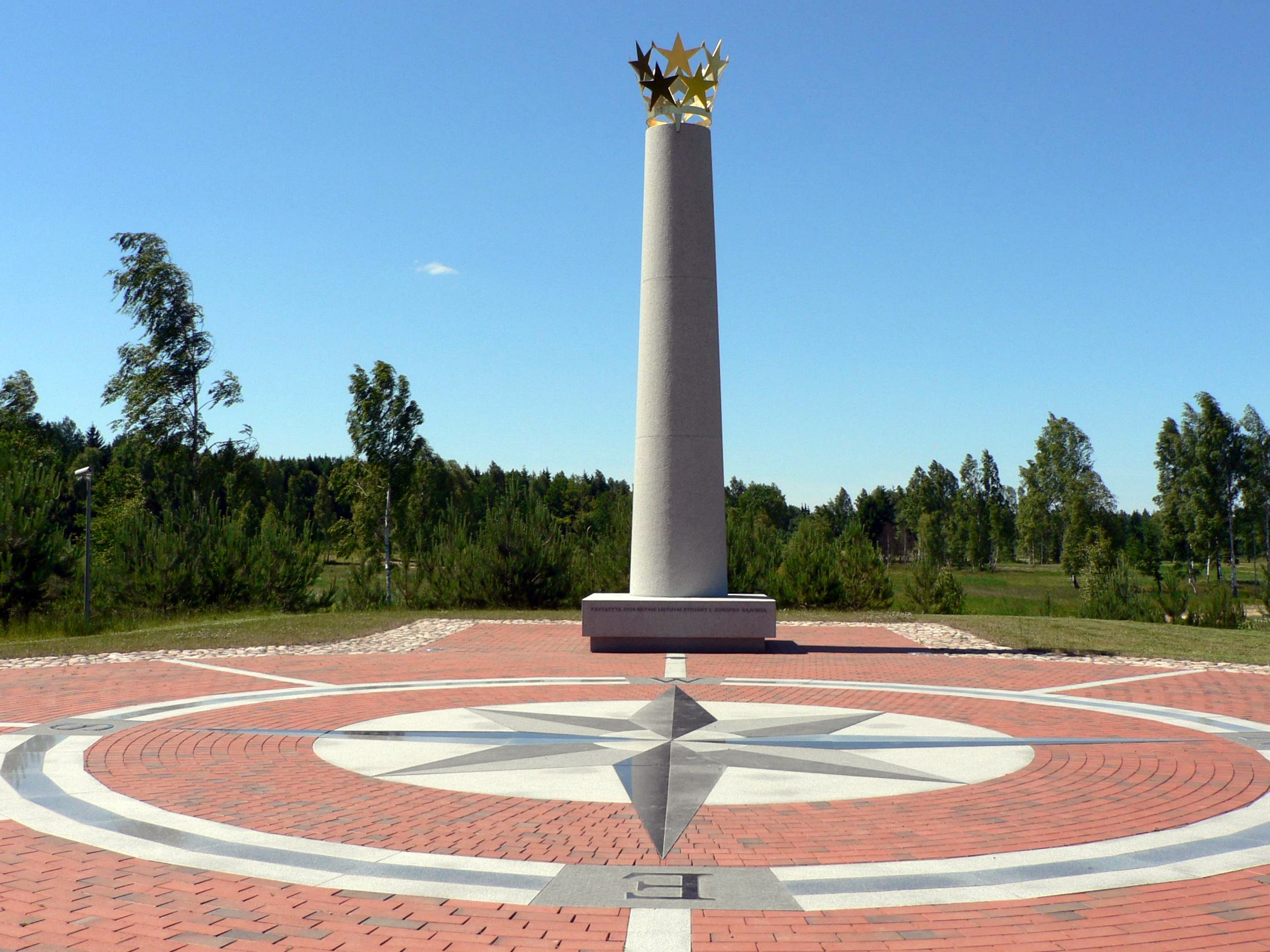
歐洲地理中心紀念碑

立陶宛北部與拉脫維亞接壤，兩國共有453公里的邊界。東部和南部與白俄羅斯接壤，邊界綿延502公里。南部與波蘭的邊界較短，只有91公里。另與俄羅斯的加里寧格勒地區有227公里的邊界。領土範圍在北纬56度27分至53度53分，东经20度56分至26度50分之间。

## 地形和水文

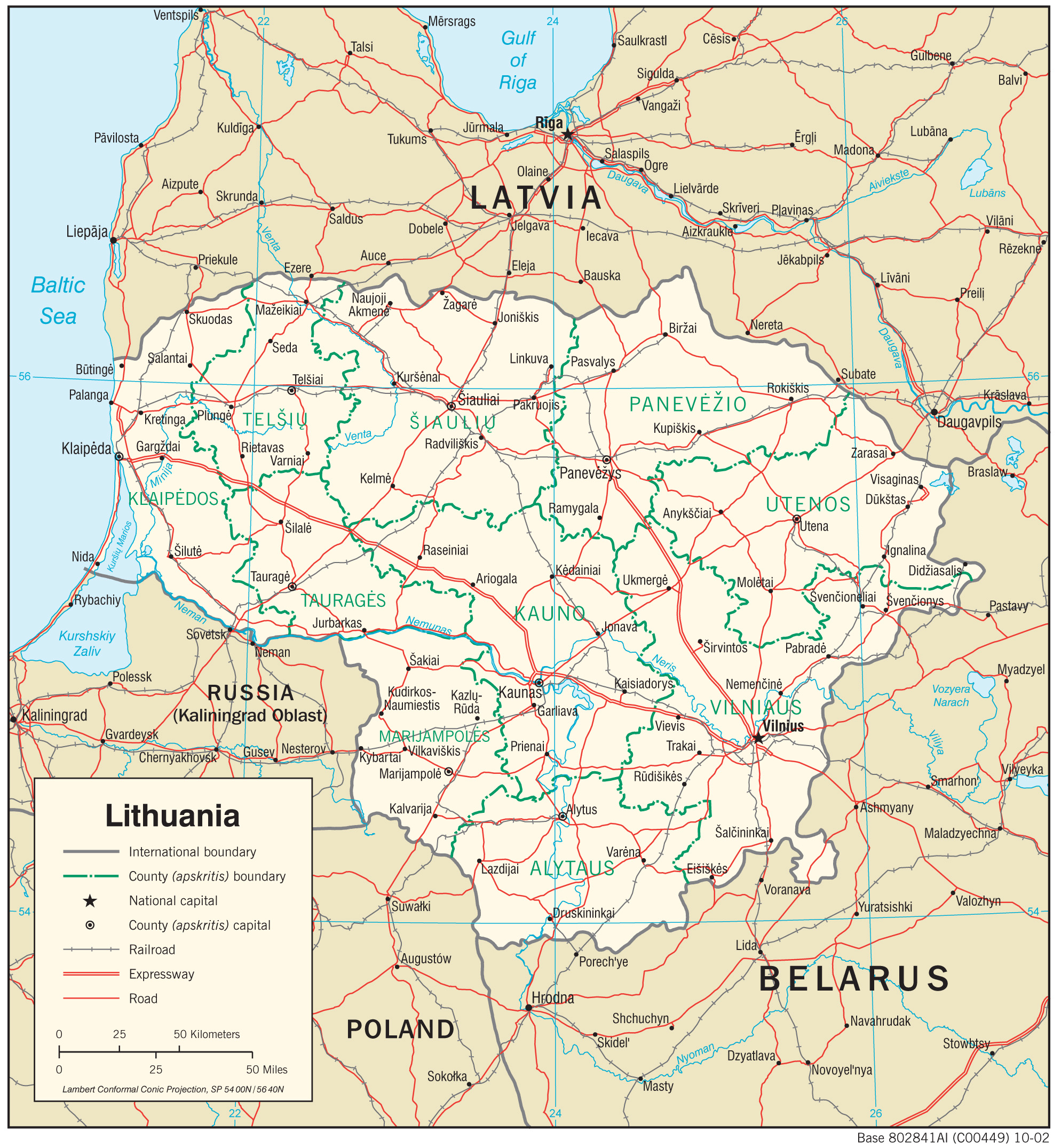
立陶宛地圖

立陶宛位於中歐和北歐的邊緣。地势比较平坦，只是在中间有一些冰碛堆积丘陵，一般不到300米高，最高峰為靠近東南部邊界的奧庫斯托雅斯山，標高約297.84公尺。立陶宛是一個多森林、河流和湖泊的國家。有33%的国土面积被森林和湖泊、沼泽覆盖，林地主要是松林、雲杉林和樺林，白蠟木和橡木非常稀少，森林裡盛產蘑菇和漿果，全國約有28%土地為混合林（中歐混合林與薩爾馬特混合林），林業占全國產值的11%。面积超过一万平方米的湖泊有2 833个，此外还有1 600个小湖泊，大多位於東北部，佔全國面積共約1.5%，最大者為德魯克夏依湖。立陶宛還有758條長度超過10公里（6.2 英里）的河流。内河航运主要依靠涅曼河及其支流，2000年运送货物达90万吨。耕地主要集中在中部和西南。海岸线長262千米，其中面对波罗的海的海岸线長97千米，其餘在庫爾斯潟湖内。主要的不凍港克萊佩達即位於庫爾斯潟湖與波羅的海交接的出口處。

## 氣候

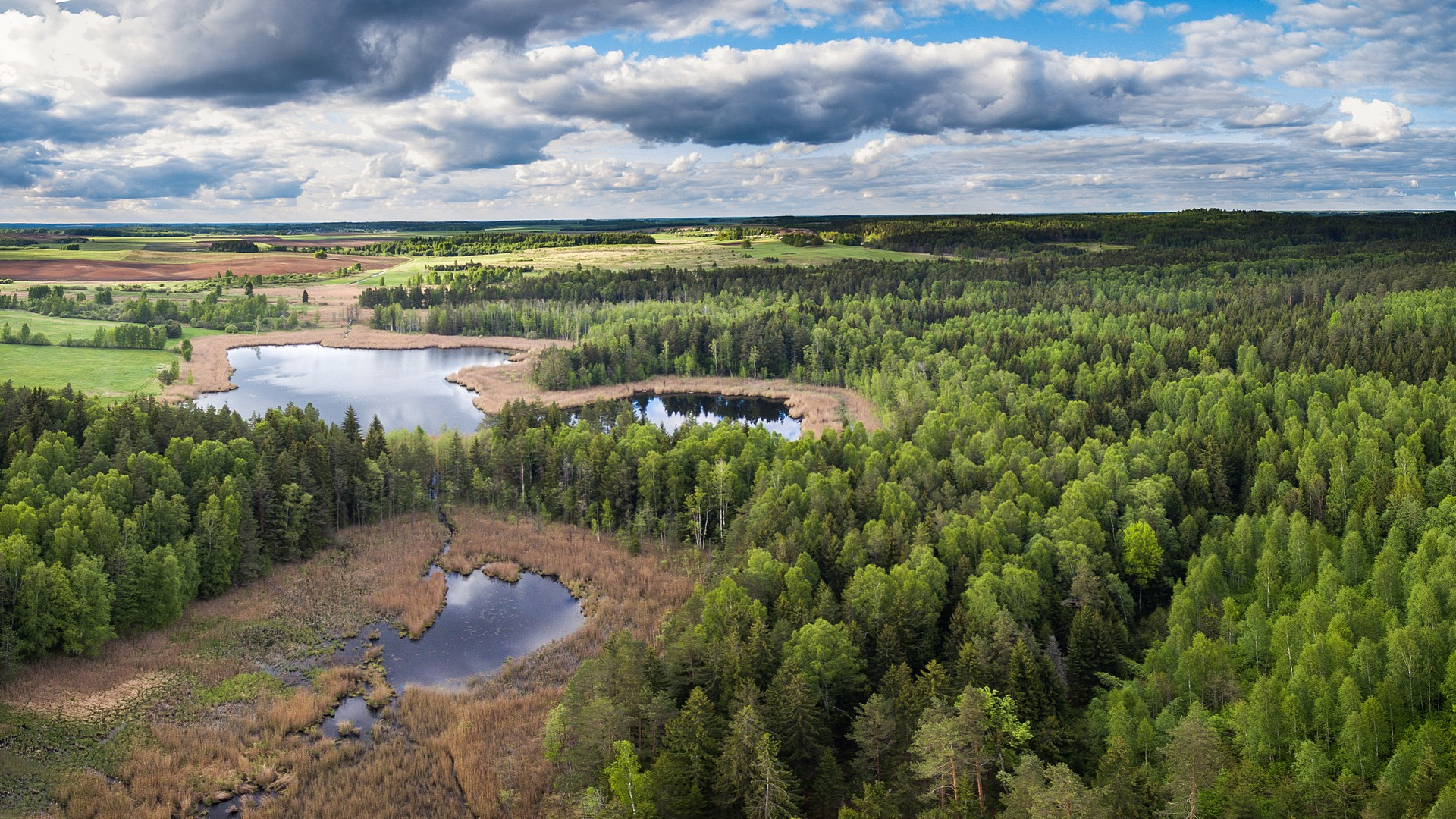
立陶宛典型的地貌，包括低地、湖泊、沼澤與森林

立陶宛的氣候分區屬於溫帶大陸性濕潤氣候（Dfb），东部的农作物生长期只有169天，西部可达202天。海岸地區在1月之平均氣溫為1.6°C（34.9°F），7月為17.8°C（64.0°F）。在維爾紐斯，1月平均氣溫為2.1°C（35.8°F），7月平均氣溫為18.1°C（64.6°F）。海岸地區的年平均降水量為717毫米（28.2英寸），薩莫吉希亞高地為900毫米（35.4英寸），東部地區為490毫米（19.3英寸）。每年都有降雪發生，多集中在十月到四月。
波羅的海地區最長已有約250年的溫度觀測紀錄。資料顯示，十八世紀下半葉經歷溫暖時期，而十九世紀則是相對涼爽的時期。20世紀初期的暖化趨勢在1930年代達到高峰，隨後有小幅降溫，1960年代起暖化趨勢一直持續。立陶宛在2002年經歷了乾旱，引發了森林和泥炭沼澤火災。在2006年夏天的熱浪中，該國與西北歐其他地區一樣遭受了損失。

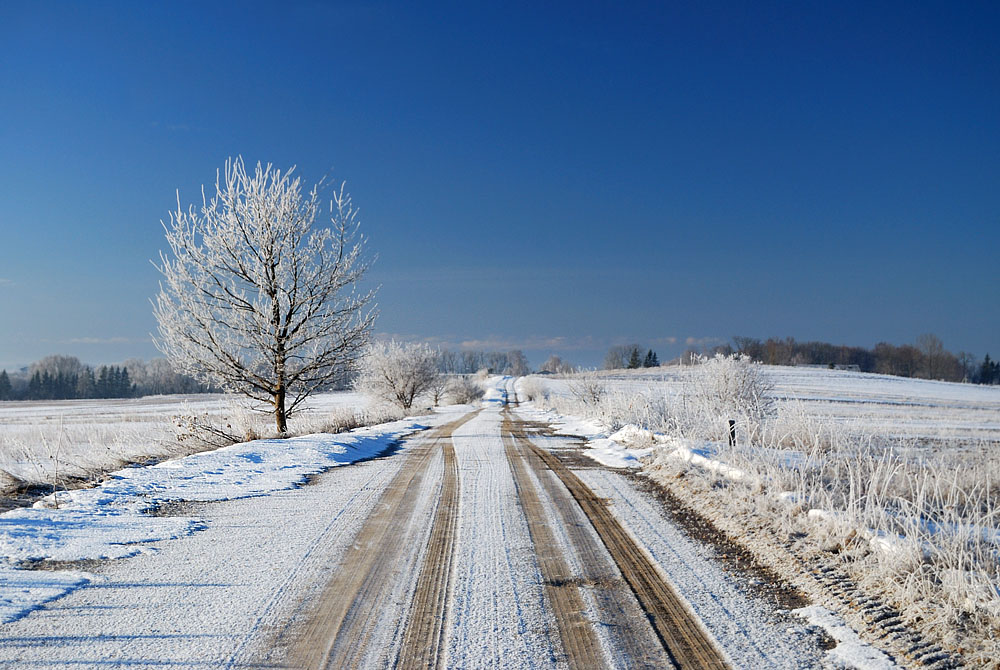
立陶宛冬季

| 月份                                 | 1月           | 2月           | 3月           | 4月          | 5月         | 6月         | 7月         | 8月         | 9月         | 10月         | 11月         | 12月          | 全年          |
| ------------------------------------ | ------------- | ------------- | ------------- | ------------ | ----------- | ----------- | ----------- | ----------- | ----------- | ------------ | ------------ | ------------- | ------------- |
| 历史最高温 °C（°F）                  | 12.6 (54.7)   | 16.5 (61.7)   | 21.8 (71.2)   | 31.0 (87.8)  | 34.0 (93.2) | 35.7 (96.3) | 37.5 (99.5) | 37.1 (98.8) | 35.1 (95.2) | 26.0 (78.8)  | 18.5 (65.3)  | 15.6 (60.1)   | 37.5 (99.5)   |
| 平均高温 °C（°F）                    | −1.7 (28.9)   | −1.3 (29.7)   | 2.3 (36.1)    | 9.4 (48.9)   | 16.5 (61.7) | 19.9 (67.8) | 20.9 (69.6) | 20.6 (69.1) | 15.8 (60.4) | 9.9 (49.8)   | 3.5 (38.3)   | −0.1 (31.8)   | 9.5 (49.1)    |
| 日均气温 °C（°F）                    | −3.9 (25.0)   | −3.5 (25.7)   | −0.1 (31.8)   | 5.5 (41.9)   | 11.6 (52.9) | 15.2 (59.4) | 16.7 (62.1) | 16.1 (61.0) | 12.2 (54.0) | 7.0 (44.6)   | 1.8 (35.2)   | −1.7 (28.9)   | 6.2 (43.2)    |
| 平均低温 °C（°F）                    | −6.3 (20.7)   | −6.6 (20.1)   | −2.8 (27.0)   | 1.5 (34.7)   | 7.0 (44.6)  | 10.5 (50.9) | 12.2 (54.0) | 11.9 (53.4) | 8.3 (46.9)  | 4.0 (39.2)   | 0.1 (32.2)   | −3.7 (25.3)   | 2.7 (36.9)    |
| 历史最低温 °C（°F）                  | −40.6 (−41.1) | −42.9 (−45.2) | −37.5 (−35.5) | −23.0 (−9.4) | −6.8 (19.8) | −2.8 (27.0) | 0.9 (33.6)  | −2.9 (26.8) | −6.3 (20.7) | −19.5 (−3.1) | −23.0 (−9.4) | −34.0 (−29.2) | −42.9 (−45.2) |
| 平均降水量 mm（）                    | 36.2 (1.43)   | 30.1 (1.19)   | 33.9 (1.33)   | 42.9 (1.69)  | 52.0 (2.05) | 69.0 (2.72) | 76.9 (3.03) | 77.0 (3.03) | 60.3 (2.37) | 49.9 (1.96)  | 50.4 (1.98)  | 47.0 (1.85)   | 625.5 (24.63) |
| 来源1：Records of Lithuanian climate |               |               |               |              |             |             |             |             |             |              |              |               |               |
| 来源2：Weatherbase                   |               |               |               |              |             |             |             |             |             |              |              |               |               |

## 環境
立陶宛現有5座國家公園（奧克施泰提亞國家公園、祖基亞國家公園、庫爾斯沙嘴國家公園、特拉凱歷史國家公園、薩莫吉希亞國家公園）、30座地區公園、402座自然保護區與668個受國家保護的自然遺產。然而，工業的發展造成了不同性質的環境問題，該國的動植物群遭受了農業用地排水的影響，空氣污染主要存在於如維爾紐斯、考納斯、約納瓦、馬熱伊基艾、埃萊克特雷奈和新阿克梅內等擁有大量化肥廠、煉油廠、發電站和水泥廠的工業城市。
水質也是立陶宛的環境問題。人口約40萬的考納斯市直到1999年才有淨水廠，在三級廢水處理計畫於2007年上路前直接將污水排入涅曼河。河流和湖泊污染是蘇聯時期忽視環境保護的遺留問題，庫爾斯潟湖大約有85%受到污染。波羅的海度假勝地的海灘，例如著名的帕蘭加度假區，經常因污染而關閉。受酸雨影響的森林位於約納瓦、馬熱伊基艾和埃萊克特雷奈附近，它們是化學、石油和發電中心。立陶宛是最早引入環境法規的前蘇聯加盟共和國之一，然而由於莫斯科強調增加產量，並且由於大量地方違規、技術落後和政治冷漠，現在存在嚴重的環境問題。

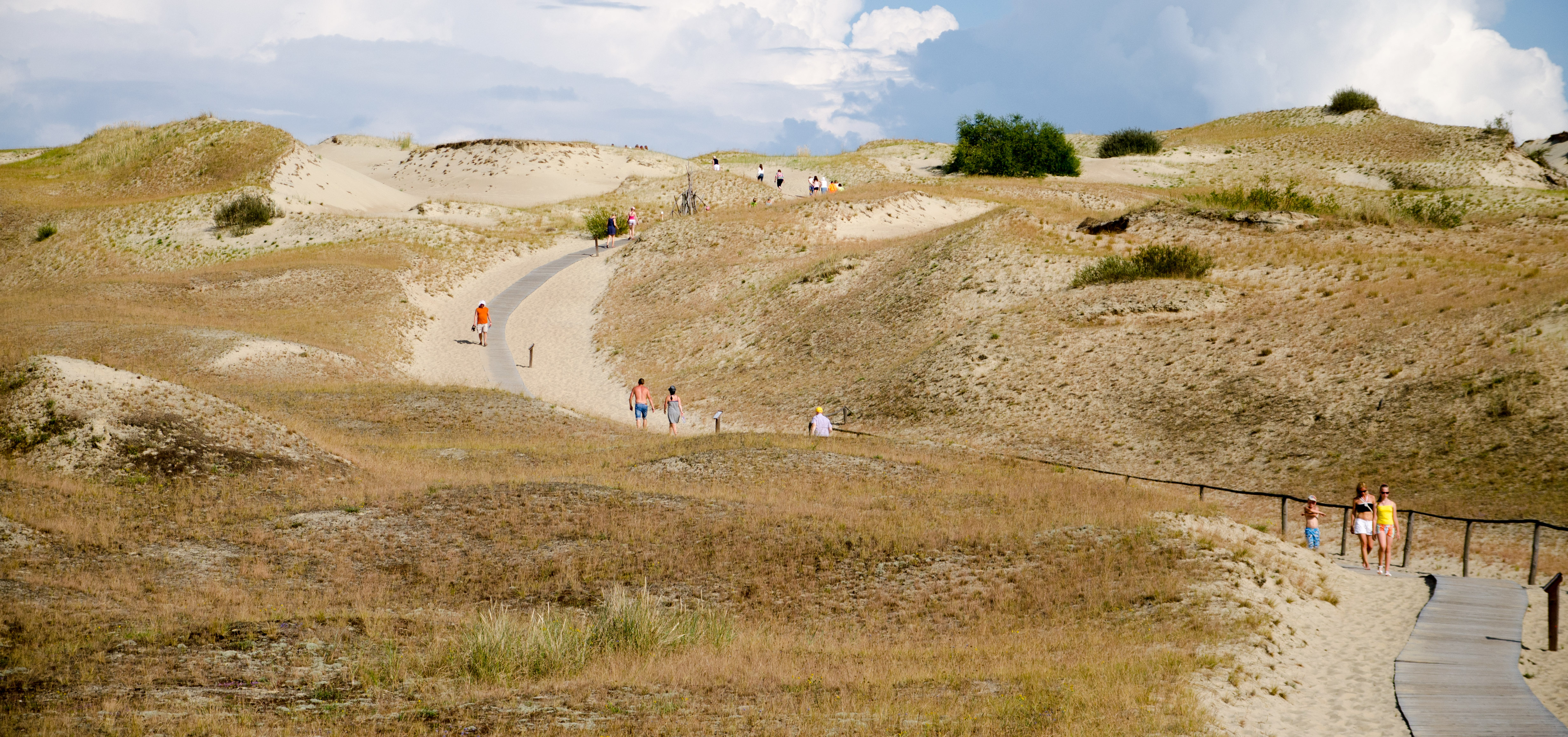
庫爾斯沙嘴上的沙丘，為歐洲最大的流動沙丘，被聯合國教科文組織列入世界遺產

立陶宛獨立後，於1992年通過環境保護法（Aplinkos apsaugos įstatymas），規範個人（含法人）對環境資源的使用，以保護國內的生物多樣性、生態系統與地貌。立陶宛與其他歐盟成員國皆同意在2020年將碳排放減低至1990年的80%以下，將可再生能源占比提升至20%以上，並在2030年將碳排放進一步減低至1990年的60%以下，將可再生能源佔比提升至27%以上。2016年立陶宛通過飲料瓶回收法，隔年成功回收了該年度92%的飲料瓶罐。2018年立陶宛在氣候變遷績效指標的排名僅次於瑞典；2019年立陶宛的森林景观完整性指数在172國中排名第162。

## 資源
立陶宛擁有豐富的石灰石、粘土、石英砂、石膏砂和白雲石，適合製造高品質的水泥、玻璃和陶瓷。水源供應充足，但能源和工業材料均供不應求。1950年代在立陶宛發現了石油，但目前只有少數油井在運轉，而且所有油井都位於該國西部。據估計，波羅的海大陸架和立陶宛西部地區擁有可觀的石油儲量，但如果開採這些石油，未來二十年内這些石油只能滿足立陶宛每年石油需求的20%左右。立陶宛在波羅的海沿岸擁有大量地熱資源，可用於為數十萬家庭供暖。此外，在立陶宛南部地區也發現了鐵礦床，但是這些礦床可能需要露天開採，這對環境是不利的。

## 動植物

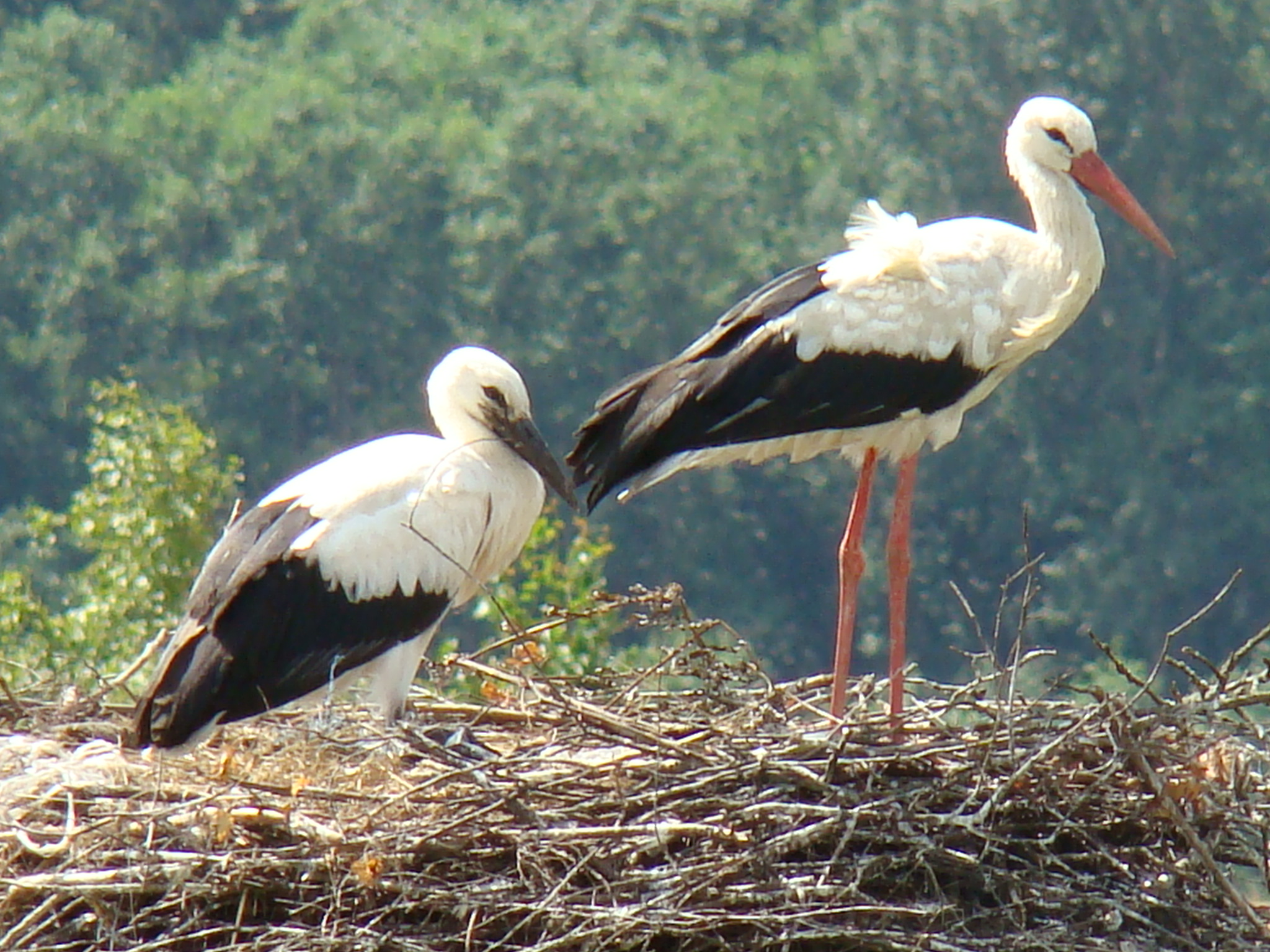
白鸛是立陶宛的國鳥，其種群密度是歐洲最高的

立陶宛瀕危物種紅皮書中列出了800多個物種，有約18.9%的植物、1.87%的真菌、31%的地衣、8%的魚類瀕臨絕種。隨著狩獵規範的制定，野生動物的族群有回升趨勢，兔子估計有約20萬隻，最常見的大型野生動物為西方狍，全國估計有12萬隻，另外還有野豬（估計55000隻）、狐狸（估計27000隻）、鹿（估計22000隻）、黇鹿（估計21000隻）、駝鹿（估計7000隻，為最大型的野生動物）、狼（估計僅有800隻）與歐亞猞猁（估計僅200隻）。